# الجيش الثاني الميداني (مصر)
الجيش الثاني الميداني هو أحد جيشي القوات المسلحة المصرية ويقع مقر قيادته بمدينة الإسماعيلية.

## التاريخ
بعد حرب 1967 أمر الرئيس جمال عبد الناصر بإعادة تنظيم القوات المسلحة المصرية فكان القرار التاريخي ببناء الجيش الثاني الميداني على الضفة الغربية من قناة السويس، شارك الجيش في العديد من المعارك بداية من حرب الاستنزاف إلى نصر أكتوبر وكان قائد الجيش الثاني الميداني في حرب أكتوبر هو اللواء سعد مأمون وخلفه اللواء عبد المنعم خليل.

## القوات الرئيسية
- الفرقة 6 مدرعة:[1][2]
  - قيادة الفرقة 6 مدرعة (قيا فر ٦ م).
  - اللواء 15 مدرع (ل ١٥ م).
  - اللواء 25 مدرع (ل ٢٥ م).
  - اللواء 56 مدرع (ل ٥٦ م).
  - اللواء 57 مدرع (ل ٥٧ م).
  - اللواء 1 مشاة ميكانيكي (ل ١ مش ميكا).
  - عناصر المدفعية.
  - عناصر الدفاع الجوي.
- الفرقة 7 مشاة ميكانيكي:[3][4]
  - قيادة الفرقة 7 مشاة ميكانيكي (قيا فر ٧ مش ميكا).
- الفرقة 16 مشاة ميكانيكي:[5]
  - قيادة الفرقة 16 مشاة ميكانيكي (قيا فر ١٦ مش ميكا).
- الفرقة 18 مشاة ميكانيكي:[6]
  - قيادة الفرقة 18 مشاة ميكانيكي (قيا فر ١٨ مش ميكا).

## المنشآت التابعة
- معسكر الجلاء.[7]
- معسكر المشير أحمد بدوي.[8]

## قادة الجيش
تعاقب على قيادة الجيش الثاني الميداني عدد من أبرز القادة منهم:
- لواء أركان حرب / محمد يوسف عساف.[9][10]
- لواء أركان حرب / ممدوح جعفر.[11]
- لواء أركان حرب / محمد ربيع.[12]
- لواء أركان حرب / نبيل حسب الله (يونيو 2020 - ).[13]
- لواء أركان حرب / رفيق رأفت عرفات (يونيو 2019 - يونيو 2020).[14]
- لواء أركان حرب / طارق حسن (سبتمبر 2018 - يونيو 2019).[15]
- لواء أركان حرب / خالد مجاور (مايو 2017 - سبتمبر 2018).[16]
- لواء أركان حرب / ناصر العاصي (أبريل 2015 - مايو 2017).[17]
- لواء أركان حرب / محمد فرج الشحات (مارس 2014 - إبريل 2015).[18]
- لواء أركان حرب / أحمد وصفي (يوليو 2012 - مارس 2014).[18][19]
- لواء أركان حرب / محمد فريد حجازي (يوليو 2010 - يوليو 2012).[19][20]
- لواء أركان حرب / جمال إمبابي (يناير 2009 - يوليو 2010).[20][21]
- لواء أركان حرب / إبراهيم نصوحي (يناير 2008 - يناير 2009).[21][22]
- لواء أركان حرب / أحمد حسين مصطفى (يناير 2006 - يناير 2008).[22][23]
- لواء أركان حرب / مصطفى أحمد السيد (سبتمبر 2004 - يناير 2006).[23][24]
- لواء أركان حرب / عبد الجليل الفخراني (ديسمبر 2001 - سبتمبر 2004).[24][25]
- لواء أركان حرب / صبري العدوي (نوفمبر 1999 - ديسمبر 2001).[25][26]
- لواء أركان حرب / حمدي وهيبة ( - نوفمبر 1999) (رُقّي إلى فريق وشغل منصب رئيس أركان حرب القوات المسلحة).[26]
- لواء أركان حرب / محفوظ عبد الباسط حمدي.[27][28]
- لواء أركان حرب / سعد أبو ريدة.[29]
- لواء أركان حرب / مجدي حتاتة (1991 - 1993) (رُقّي إلى فريق وشغل منصب رئيس أركان حرب القوات المسلحة).[30]
- لواء أركان حرب / محمد حسين طنطاوي (1987 - 1988) (رُّقي إلى مشير وشغل منصب وزير الدفاع).[31][32]
- لواء أركان حرب / عبد المنعم سعيد (1985 – 1986).
- لواء أركان حرب / صفي الدين أبو شناف (رُقّي إلى فريق وشغل منصب رئيس أركان حرب القوات المسلحة).[33]
- لواء أركان حرب / أحمد صلاح الدين عبد الحليم (1981 - 1983) (رُقّي إلى فريق).[34]
- لواء أركان حرب / إبراهيم العرابي (1980 - 1981) (رُقّي إلى فريق وشغل منصب رئيس أركان حرب القوات المسلحة).[35]
- لواء أركان حرب / عبد رب النبي حافظ.[36]
- لواء أركان حرب / فؤاد عزيز غالي (ديسمبر 1973 - ) (رُقّي إلى فريق).[37]
- لواء أركان حرب / عبد المنعم خليل (أول فترة حتى سبتمبر 1969 - يناير 1972, ثاني فترة من 16 أكتوبر 1973 - ديسمبر 1973) (رقي إلى فريق).[38][39]
- لواء أركان حرب / سعد مأمون (يناير 1972 - 16 أكتوبر 1973) (رُقّي إلى فريق).[39][40]
- لواء أركان حرب / أحمد عبد السلام توفيق (9 مارس 1969 - سبتمبر 1969).[39]
- لواء أركان حرب / عدلي سعيد ( - 9 مارس 1969).[39]
- فريق أركان حرب / صلاح محسن.[41]
- لواء أركان حرب / أحمد إسماعيل علي (أول قائد للجيش الثاني - رُقّي إلى رتبة مشير وشغل منصب وزير الحربية).[42]